# Costa dels Arnes

La Costa dels Arnes, respecte del terme d'Abella de la Conca

La Costa dels Arnes és una costa de muntanya del terme municipal d'Abella de la Conca, a la comarca del Pallars Jussà.
Està situada al nord-est de la vila d'Abella de la Conca, a la vall alta del riu d'Abella. És al nord de lo Baier, a la riba esquerra del barranc de Cal Palateres, a ponent de les restes de la masia de Casa Bernardí. Constitueix l'extrem sud-occidental de Puigvent.

## Etimologia
El nom d'aquesta costa es deu al fet de ser una costa on abundaven les arnes d'abelles, per tal de recollir-hi la mel. Segons la normativa, hauria de ser Costa de les Arnes, atès que arna és una paraula de gènere femení, però és molt freqüent en el parlar pallarès les reduccions, o aglutinacions, de l'agrupació de + les en dels o des. Es tracta, doncs, d'una variant dialectal d'una forma romànica moderna, de caràcter descriptiu.